# Angle mort (film, 2012)
Pour les articles homonymes, voir Angle mort (homonymie).
Pour plus de détails, voir Fiche technique et Distribution.
Angle mort (Doudege Wénkel) est un film policier belgo-luxembourgeois réalisé par Christophe Wagner et sorti en 2012.
Le tournage se déroule du 1er août à la mi-septembre 2011. Le film est projeté pour la première fois le 20 avril 2012 au Festival international du film policier de Liège. 

## Synopsis
Le policier Tom Faber a été retrouvé abattu dans sa voiture derrière la gare de Luxembourg. Le commissaire Hastert (André Jung) de la police judiciaire mène l'enquête et recherche l'assassin en compagnie d'Olivier (Jules Werner), le frère de l'homme assassiné, également policier. Après avoir découvert un premier indice, qui mène au milieu de la drogue, apparaît une prostituée, qui semble avoir été en couple avec Tom, et qui a reçu de lui une clef d'un endroit où quelque chose d'important est caché. Il s'avère qu'il y a un dossier dans un casier de la Bibliothèque nationale, avec des documents qui indiquent qu'avant sa mort Tom était sur la trace des affaires malhonnêtes d'un homme d'affaires influent.

## Fiche technique
- Titre original : Doudege Wénkel
- Titre français : Angle mort[2],[3]
- Réalisation : Christophe Wagner
- Scénario : Christophe Wagner, Frédéric Zeimet (lb)
- Photographie : Jako Raybaut (lb)
- Montage : Jean-Luc Simon
- Musique : André Mergenthaler (lb)
- Production : Claude Waringo (lb), Patrick Quinet
- Sociétés de production : Samsa Film, Artémis Productions
- Pays de production :  Luxembourg -  Belgique
- Langue originale : luxembourgeois
- Format : couleurs
- Genre : film policier
- Durée : 96 minutes
- Dates de sortie : 
  - Belgique : 20 avril 2012 (Festival international du film policier de Liège)
  - Luxembourg : 3 octobre 2012
  - France : 15 avril 2012 (Quinzaine du cinéma francophone à Paris)

## Distribution
- Jules Werner (lb) : Olivier Faber
- André Jung : commissaire Hastert
- Brigitte Urhausen (lb) : Da Silva
- Gilles Soeder : Roehmer
- Luc Feit : Schroeder
- Nicole Max (lb) : Carnevale
- Mickey Hardt : Tom Faber
- Patrick Descamps : Beaulieue
- Stefan Weinert : Huremovic
- Gintare Parulyte (lb) : Marie